# Su Wen (Leichtathlet)
Su Wen (* 10. Februar 1999 in Chongqing) ist ein chinesischer Leichtathlet, der sich auf den Dreisprung spezialisiert hat und in dieser Disziplin 2024 Hallenasienmeister wurde.

## Sportliche Laufbahn
Erste internationale Erfahrungen sammelte Su Wen im Jahr 2023, als er bei den Hallenasienmeisterschaften in Astana mit einer Weite von 16,68 m den vierten Platz im Dreisprung belegte. Im August siegte er mit neuer Bestleistung von 17,14 m bei den World University Games in Chengdu, ehe er bei den Weltmeisterschaften in Budapest mit 16,59 m in der Qualifikationsrunde ausschied. Im Jahr darauf siegte er bei den Hallenasienmeisterschaften in Teheran mit 16,75 m. Im April wurde er bei der Xiamen Diamond League mit 16,82 m Dritter, ehe er im August bei den Olympischen Sommerspielen in Paris mit 16,70 m den Finaleinzug verpasste. 2025 belegte er bei den Hallenweltmeisterschaften in Nanjing mit 17,09 m den fünften Platz. 
In den Jahren 2024 und 2025 wurde Su chinesischer Hallenmeister im Dreisprung.